# Epalzeorhynchos kalopterus
Epalzeorhynchos kalopterus is een straalvinnige vissensoort uit de familie van de eigenlijke karpers (Cyprinidae). De wetenschappelijke naam van de soort is voor het eerst geldig gepubliceerd in 1850 door Pieter Bleeker.

## Kenmerken
Deze vis kenmerkt zich door de brede, goudgele streep, die over de zijkant van het lichaam van de kop tot de staart loopt. De kleine bek bevat kleine baarddraden. Epalzeorhynchos kalopterus lijkt sterk op andere vissoorten die gangbaar zijn in de handel in aquariumvissen zoals Gyrinocheilus aymonieri, Crossocheilus oblongus en Garra cambodgiensis.

## Leefwijze
Meestal bevindt deze vis zich, steunend op zijn voorvinnen, op de bodem. Zijn voedsel bestaat in hoofdzaak uit algen.